# Omocestus lepineyi
Omocestus lepineyi är en insektsart som beskrevs av Lucien Chopard 1937. Omocestus lepineyi ingår i släktet Omocestus och familjen gräshoppor. Inga underarter finns listade i Catalogue of Life.